# تيم باتلر
تيم باتلر (بالإنجليزية: Tim Butler)‏ هو سياسي أمريكي، ولد في 14 يوليو 1954. حزبياً، نشط في الحزب الجمهوري. وقد انتخب عضو مجلس نواب إلينوي.